# Ivar Jacobson
Ivar Hjalmar Jacobson (Ystad, 2 settembre 1939) è un informatico svedese.
Noto soprattutto per i suoi importanti contributi nel campo delle metodologie di analisi e progettazione a oggetti, in particolare nella definizione di UML, del RUP e di Objectory e nella teorizzazione del paradigma del software aspect-oriented. In precedenza, Jacobson era stato anche uno dei principali autori del linguaggio di specifica per i sistemi di telecomunicazioni SDL. UML, RUP e SDL sono oggi tutti e tre standard internazionali ampiamente usati in diversi contesti dell'Information Technology e non solo.

## Biografia
Jacobson ottenne la laurea presso l'Istituto di Tecnologia di Chalmers, a Göteborg nel 1962, e il dottorato all'Istituto Reale di Tecnologia di Stoccolma nel 1985. Dopo gli studi lavorò presso Ericsson fino al 1987, anno in cui fondò una propria società, che nel 1991 fu acquistata dalla stessa Ericsson e ribattezzata Objectory AB. Intorno al 1992, Jacobson sviluppò presso Objectory la metodologia OOSE, che gli valsa notorietà internazionale nel campo delle metodologie a oggetti.
Nel 1995 Ericsson cedette Objectory a Rational Software, dove lavoravano altri due celebri ricercatori nel campo delle metodologie a oggetti, Grady Booch e James Rumbaugh. Ai tre, in seguito divenuti noti col nomignolo di "i tre amigos", fu affidato da Rational l'incarico di progettare un linguaggio di modellazione a oggetti che raccogliesse le best practice del settore. Il risultato di questo sforzo congiunto fu lo Unified Modeling Language (UML), oggi diventato il principale standard internazionale nel settore. Il principale contributo di Jacobson a UML, derivato dal suo precedente lavoro con OOSE, fu la formalizzazione del concetto di use case come strumento chiave nella rappresentazione dei requisiti di un sistema software. Si devono a Jacobson anche altri elementi di UML, per esempio i diagrammi di sequenza.
Jacobson rimase presso Rational fino al 2004, per poi dedicarsi nuovamente a una propria società, denominata Ivar Jacobson International, che oggi ha uffici in Europa, Asia, Nordamerica e Australia.